# 中村輝子 (ジャーナリスト・翻訳家)
中村 輝子（なかむら てるこ、1938年1月20日 - ）は、ジャーナリスト・翻訳家。高井有一の妻。
北海道生まれ。本名・輝。東京大学文学部社会学科卒業後、1962年共同通信社入社。文化部記者、編集委員、論説委員を経て、1998年退社。1984年、高井有一と結婚。立正大学客員教授を務めた。

## 著書
- 『女たちの肖像 友と出会う航海』人文書院 1987

### 翻訳
- イーディス・ホシノ・アルトバック『アメリカ女性史』田中寿美子・掛川トミ子共訳 新潮選書 1976
- フランシス・フィッツジェラルド『改訂版アメリカ 書きかえられた教科書の歴史』朝日選書 1981
- 『語りつぐ 女たちの同時代 北米黒人女性作家選7』朝日新聞社 1982

ゾラ・ニール・ハーストン、メアリ・ヘレン・ワシントン、アリス・ウォーカー、ルシール・クリフトン
青山誠子・小池美佐子、藤本和子共訳／堀場清子、藤本和子解説
- クリス・ボニントン『現代の冒険』田口二郎共訳 岩波書店 1988
- ジョー・シンプソン『死のクレバス アンデス氷壁の遭難』岩波書店 1991、岩波現代文庫 2000
- クリス・ボニントン『海洋冒険物語』岩波書店 同時代ライブラリー 1992
- バーバラ・エーレンライク『われらの生涯の最悪の年』晶文社 1992
- ベッシー・ヘッド『力の問題』学芸書林 1993
- デリック・ベル『人種主義の深い淵 黒いアメリカ・白いアメリカ』朝日選書 1995
- ロバート・E.ヘメンウェイ『ゾラ・ニール・ハーストン伝』平凡社 1997
- ゾラ・ニール・ハーストン『騾馬とひと』平凡社ライブラリー 1997
- メイ・サートン『回復まで』みすず書房 2002、新版2019
- メイ・サートン『82歳の日記』みすず書房 2004